# Hyundai Mobis
Hyundai Mobis (forkortelse af Mobile and System) KRX: 012330

er en bildels-virksomhed med hovedsæde i Seoul i Sydkorea. Den blev etableret i 1977 som Hyundai Precision & Industries Corporation (koreansk: 현대정공/現代精工). I 2000 skiftede virksomheden navn til Hyundai Mobis. Hyundai Mobis driver autodels- og serviceforretningen for den sydkoreanske bilfabrikant Hyundai Motor Group, som står bag Hyundai Motor og Kia Motors.

## Bilproduktion
I 1990'erne producerede Hyundai Precision bilmodellerne Hyundai Galloper og Hyundai Santamo. Produktionen af disse biler overgik i 1999 til Hyundai Motor Company.